# 司馬庾
司马庾（?—?），《吕氏春秋·期贤》《淮南子》作司马唐，战国时期秦国大夫。
司马庾大约和魏文侯同时，在战国初的前5世纪中后期。秦国想要攻打魏国，他阻止秦君，认为魏国礼遇贤者段干木，所以不能向魏国加兵：“段干木賢者也，而魏禮之，天下莫不聞，無乃不可加兵乎！”。秦国国君听从了他的意见。
《汉书·古今人表》把他列为第五等中中。